# Jàson i els argonautes

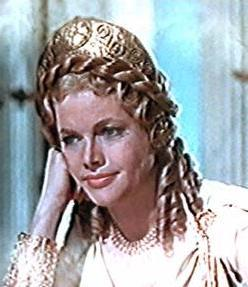
La deessa Hera (Honor Blackman) protegeix Jàson

Jàson i els argonautes (títol original en anglès: Jason and the Argonauts) és una pel·lícula anglo-estatunidenca dirigida per Don Chaffey i estrenada el 1963. Ha estat doblada al català.

## Argument[2]
En la Grècia antiga, per reconquerir el regne del seu pare Èson usurpat pel seu germanastre Pèlias, Jàson ha de portar a aquest últim el fabulós Velló d'or que es troba en llunyà Còlquida. S'embarca a bord del vaixell Argo amb tot un equip d'herois, els argonautes. Alhora ajudats i contrariats pels déus i deesses rivals, s'enfrontaran als elements desencadenats i a criatures monstruoses: el colós Talos, les dues horripilants Harpies, les Simplègades, una Hidra (un horrible drac de set caps) així com un exèrcit vindicatiu de terribles i àgils esquelets. Però Jàson coneixerà l'encís amorós sota els trets de Medea, vèncer els obstacles i portar el Velló d'or.

## Repartiment
- Todd Armstrong: Jàson
- Nancy Kovack: Medea
- Gary Raymond: Acaste
- Laurence Naismith: Argos, fill d'Arèstor
- Nigel Green: Hèracles
- Niall MacGinnis: Zeus
- Michael Gwynn: Hermes
- Douglas Wilmer: Pèlias
- Jack Gwillim: el Rei Eetes
- Honor Blackman: Hera
- John Cairney: Hilas
- Patrick Troughton: el Rei Fineu
- John Crawford: Dioscurs
- Douglas Robinson: Eufem
- Davina Taylor: Briseida, Germana de Jàson

## Al voltant de la pel·lícula
- El compositor Bernard Herrmann va signar les músiques d'algunes pel·lícules d'Alfred Hitchcock, sobretot la de Psicosi el 1960.
- La seqüència del combat entre els Argonautes i els esquelets, d'una durada de 3 minuts, ha suposat més de 4 mesos de treball a Ray Harryhausen.
- Aquesta pel·lícula forma part de la Llista del BFI de les 50 pel·lícules a veure abans de fer els 14 anys establerta el 2005 pel British Film Institute.
- L'escena de les Harpies va ser rodada al temple de Paestum, a Itàlia del sud. L'equip va tenir l'autorització de filmar al temple, que avui no és accessible als visitants.